# Karina Rando
Ana Evelyn Karina Rando Huluk es una médica anestesióloga y política uruguaya, ministra de Salud Pública de la República Oriental del Uruguay entre el 13 de marzo de 2023 y el 1 de marzo de 2025.

## Biografía
Asistió al Instituto Crandon. Egresada de la Facultad de Medicina de la Universidad de la República, en 2001 completó una especialización en anestesiología. En 2016 obtuvo una diplomatura en Gestión Pública de la Universidad Isalud de Buenos Aires, y en 2019 un máster de Salud Pública por la Escuela de Higiene y Medicina Tropical de Londres, Reino Unido.

## Trayectoria
Ha prestado servicios en centros de salud como el Hospital Pereira Rossell, el Hospital Vilardebó y Hospital Pasteur, así como en las mutualistas Asociación Española, Médica Uruguaya y Casa de Galicia. Desde 2009 integra el equipo fundador de la Unidad Bi Institucional de Trasplante Hepático del Hospital Central de las Fuerzas Armadas (HCFFAA) como coordinadora de anestesia. Se ha desempeñado como Jefa de los Servicios de Anestesiología de esa institución médica y en el Instituto Nacional de Traumatología y Ortopedia (INOT).
Ejerce como anestesióloga voluntaria en la Organización ReSurge de cirugía reparadora pediátrica de Silicon Valley, California. Tuvo cargos académicos como profesora agregada en la Universidad de la República, en donde alcanzó el grado cuatro en la cátedra de Anestesiología. Es integrante de la Confederación Latinoamericana de Anestesiología.
El 19 de mayo de 2020 fue nombrada directora general de coordinación del Ministerio de Salud Pública, cargo que ocupó hasta fines de 2022 cuando fue sucedida por Mariela Anchen; en ese puesto se convirtió en una de las autoridades sanitarias durante la pandemia de COVID-19. Durante varios meses se especuló con que sería la candidata de Cabildo Abierto para reemplazar al ministro Daniel Salinas. En enero de 2023, el presidente Luis Lacalle Pou confirmó oficialmente la designación de Rando para ser la titular de Salud, una vez Salinas dejara la cartera ministerial. El 13 de marzo asumió la carteray  se convirtió en la tercera mujer en ocupar el puesto en la historia del país, tras María Julia Muñoz y Susana Muñiz.

## Vida personal
Tiene dos hijos: Andrés y Natalia.

## Reconocimientos
En 2016 recibió el Premio Ministerio de Salud Pública de la Academia Nacional de Medicina por el trabajo “Seguridad perioperatoria y error de medicamentos LASA en Uruguay”.
En 2016 fue reconocida por la International Liver Transplantation Society con el premio “International Scholarship Award” por el diseño de un modelo costo-efectivo de anestesia para trasplante de hígado en países de escasos recursos.